# كورت جيمس
كورت جيمس (بالإنجليزية: Kurt James)‏ هو عازف جاز أمريكي، ولد في 27 مايو 1967 في بالو ألتو في الولايات المتحدة.

## وصلات خارجية
- الموقع الرسمي